# Miyazawa Sae
Miyazawa Sae (宮澤佐江 - みやざわ さえ (Cung Trạch Tá Giang)) sinh ngày 13-08-1990 tại Tokyo, Nhật Bản là cựu thành viên của nhóm nhạc thần tượng nữ AKB48 và SNH48(hiện tại, SNH48 không còn thuộc hệ thống AKB48 Group). Từng là thành viên kiêm nhiệm của SKE48 và nắm giữ vị trí Leader Team S từ 24 tháng 2 năm 2014 đến 1 tháng 4 năm 2016. Năm 2016, cô tốt nghiệp khỏi SNH48, SKE48 và tiếp tục hoạt động với tư cách là diễn viên. Công ty quản lý của Sae là HoriPro.

## Catchphrase

### AKB48
陽気・無邪気・元気！　30歳の宮澤佐江です。よろしくお願いします。
Youki - mujaki - genki! 30-sai no Miyazawa Sae desu. Yoroshiku onegaishimasu.

### SKE48
はい！みんなさん。。。右上げて！「はい！」左上げて！「はい！」せーの。。。てばさき！ 宮澤佐江です。よろしくお願いします。
Hai! Mina-san migi agete! "Hai!" Hidari agete! "Hai!" se-no... tebasaki! Miyazawa Sae desu. Yoroshiku onegaishimasu.

## Sự nghiệp

### 2006 - 2012: AKB48
Sau khi bị từ chối trong buổi thử giọng cho thế hệ đầu tiên cho AKB48, Sae đã thử giọng một lần nữa vào tháng 2 năm 2006. Lần này, cô được chọn là một trong 19 thành viên của Team K và ra mắt trên sân khấu vào ngày 1 tháng 4 năm 2006. Sae là thành viên Team K và AKB48 cho đến tháng 8 năm 2012.
Trong khoảng thời gian này, Sae đã tham gia vào các ca khúc chủ đề của 25/27 singles của AKB48, chỉ thiếu phần A-side của "Chance no Junban" và "Ue kara Mariko", đây là 2 singles được lựa chọn dựa trên Janken Taikai - Đại hội kéo búa bao. Vào tháng 10 năm 2011, cô được vinh danh là thành viên AKB48 có nhiều lần xuất hiện nhất trong chương trình âm nhạc nổi tiếng Music Japan trên đài NHK, với 34 buổi biểu diễn, nhấn mạnh vai trò của cô ấy như là một trong những thành viên quan trọng của nhóm vào thời điểm đó. Trong thời gian hoạt động cùng nhóm, cô đã trở thành thành viên của hai unit: Chocolove from AKB48 và DiVA. Chocolove from AKB48 được thành lập vào năm 2007 với tư cách là một bộ ba với các thành viên Akimoto Sayaka và Nakanishi Rina. Nhóm đã phát hành hai đĩa đơn, một album và tan rã vào năm 2008 sau khi Nakanishi tốt nghiệp AKB48. Năm 2011, AKB48 thông báo rằng cô, Akimoto Sayaka, Umeda Ayaka và Masuda Yuka sẽ tham gia một unit khác có tên DiVA. Khi Yuka và Sayaka tốt nghiệp khỏi AKB48, DiVA đã tan rã vào cuối năm 2014 sau khi phát hành một đĩa đơn và album chia tay.
Vào tháng 1 năm 2011, một cuộc triển lãm các bức chân dung tự họa của cô đã được tổ chức tại AKB48 Official Shop ở Hồng Kông. Sau đó, cô đến thăm Hồng Kông vào ngày 28 tháng 1 và tham dự một loạt các sự kiện, bao gồm cả Sự kiện Cosplay AKB48 được tổ chức tại Dragon Center ở Kowloon. Tháng 3 năm 2012, trong chuyến đi của AKB48 tới Lễ hội Quốc gia Hoa Anh đào, Sae đã đến thăm Trường Tiểu học Strong John Thomson ở Washington, D.C. để giải thích về văn hóa đại chúng của Nhật Bản cho các học sinh.

### 2012 - 2015: SNH48 và SKE48
Vào tháng 8 năm 2012 tại Tokyo Dome Shuffle, Sae được thông báo rằng cô và thành viên Suzuki Mariya sẽ được chuyển ra nước ngoài để dẫn dắt nhóm nhạc chị em SNH48 có trụ sở tại Thượng Hải(vào năm 2016, SNH48 đã không còn là nhóm nhạc chị em của AKB48 và không thuộc hệ thống AKB48 Group, nhóm nhạc chị em của AKB48 tại Thượng Hải hiện tại là AKB48 Team SH). Bởi vì Sae và Mariya không có visa làm việc tại Trung Quốc, họ hiếm khi xuất hiện với SNH48; chẳng hạn, họ chỉ xuất hiện với tư cách là khán giả cho buổi biểu diễn công khai đầu tiên của nhóm. Tuy nhiên, họ đã xuất hiện cùng nhau với tư cách là đại diện của nhóm tại Japan Night at the Summer Davos ở Thiên Tân, Trung Quốc, và được nhắc đến trong nhật ký chính thức của thủ tướng Nhật Bản. Trong lễ khai trương nhà hát của SNH48 tại Thượng Hải vào tháng 9 năm 2013, nhóm đã thông báo rằng Sae và Mariya sẽ bắt đầu biểu diễn cùng nhóm và ra mắt vào ngày 11 tháng 10 năm 2013. Khi đó, chuyện này đã gây ra sự phủ sóng trên các phương tiện truyền thông ở cả Nhật Bản và Trung Quốc. Những nỗ lực của cô với tư cách là một thần tượng Nhật Bản tại Trung Quốc đã khiến Bộ Giáo dục, Văn hóa, Thể thao, Khoa học và Công nghệ Nhật Bản chọn Sae làm đại diện cho cuộc thi "Tobitate! Ryugaku Japan" campaign ("Take off! Study abroad!").
Trong series anime AKB0048 phát hành vào năm 2012 và 2013, nhân vật Miyazawa Sae thế hệ thứ 10 / Asamiya Youko là nhân vật mô phỏng theo cô và được Mai Nakahara lồng tiếng.
Vào tháng 1 năm 2013, trong sự kiện hằng năm AKB48 Request Hour, bài hát "Kiseki wa Ma ni Awanai" do Sae đứng vị trí center đã xếp thứ hai trong cuộc bình chọn của người hâm mộ. Sau đó, Sae đã quảng bá đĩa đơn thứ 30 của AKB48 "So Long!"  trong các chương trình truyền hình mặc dù cô ấy không tham gia ghi hình cho single. Vào tháng 3 năm 2013, Sae bắt đầu tạo một tài khoản Twitter nhưng tài khoản này đã bị đình chỉ vì cô follow quá nhiều người trong ngày đầu tiên; Twitter của cô ấy đã được mở lại hai ngày sau đó. Trong khi đó, cô đã tham gia vào đĩa đơn thứ 31 của AKB48 "Sayonara Crawl".
Trong concert AKB48 Group Rinji Sokai tại Nippon Budokan vào tháng 4 năm 2013, AKB48 đã thông báo Sae là thành viên kiêm nhiệm Team K và đồng thời là thành viên của SNH48. Nhưng tại Tổng tuyển cử năm 2013 của AKB48, cô ấy đã tuyên bố mình sẽ chỉ tập trung vào SNH48. Sau khi xác nhận với ban quản lý AKB48, cô trở thành thành viên AKB48 đầu tiên tự nguyện từ bỏ vị trí kiêm nhiệm của mình. Do đó, Sae đã không tham gia Janken Taikai vào năm 2013 và hiếm khi xuất hiện cùng AKB48 cho đến tháng 2 năm 2014, khi AKB48 thông báo Sae sẽ kiêm nhiệm SKE48 và vẫn là thành viên của SNH48. Cô được bổ nhiệm làm 'Leader' của SKE48's Team S và là thành viên đầu tiên trở thành Leader ngay sau khi kiêm nhiệm nhóm. Lần này, Sae không hề biết về việc kiêm nhiệm Team S tại Daisokaku Matsuri của AKB48 Group, khi đó cô đang trên đường về nhà và nhận được cuộc gọi trực tiếp từ Sato Mieko để thông báo về chuyện này. Trong SKE48, Sae thường xuyên xuất hiện với tư cách là một trong những thành viên nổi bật trong các chiến dịch quảng cáo, chương trình truyền hình và sân khấu, từ đó được chọn xuất hiện trong đĩa đơn thứ 38 của AKB48, đây là lần xuất hiện đầu tiên của cô kể từ Sayonara Crawl.
Trong cuộc tổng tuyển cử cho đĩa đơn thứ 41 vào năm 2015, Sae đã xếp vị trí thứ 8 và là senbatsu cho single Halloween Night. Trước sự kiện này, Sae đã tuyên bố rằng cô ấy sẽ không tham gia các cuộc bầu chọn của người hâm mộ trong tương lai. Vào cuối năm 2015, cô ấy xuất hiện trong A-side của single Kuchibiru ni Be My Baby, đĩa đơn kỷ niệm 10 năm thành lập AKB48, đánh dấu sự trở lại của cô với vai trò là thành viên senbatsu trong AKB48.

### 2016 - Hiện tại: Tốt nghiệp SNH48, SKE48 và tiếp tục hoạt động
Trong buổi phát sóng toàn quốc của chương trình âm nhạc "FNS", Sae đã tuyên bố tốt nghiệp SKE48 và SNH48 vào một ngày không xác định trong năm 2016. Sae là thành viên thứ hai công bố việc tốt nghiệp của mình trên kênh truyền hình quốc gia sau Oshima Yuko. Sau đó, bài hát "Kiseki wa Ma ni Awanai" của cô đã xếp vị trí thứ nhất trong cuộc bình chọn tại AKB48 Group Request Hour 2016. Tại sự kiện này, thông báo về concert tốt nghiệp của cô tại Nippon Gaishi Hall và buổi diễn đặc biệt kỉ niệm 10 năm ra mắt Gen 2 tại nhà hát AKB48 đã được công bố. Cô rời nhóm vào tháng 4 năm 2016, sau khi biểu diễn chia tay tại concert và các nhà hát của cả ba nhóm mà cô đã tham gia (SNH48, SKE48, AKB48).
Sau khi tốt nghiệp khỏi AKB48 Group, Sae tiếp tục hoạt động với tư cách là một diễn viên với vai diễn đầu tiên sau khi tốt nghiệp là vai nữ chính Carol trong vở kịch "Ōke no Monshō", được chuyển thể từ shoujo manga nổi tiếng cùng tên của tác giả Chieko Hosokawa. Khi hoàn thành vở kịch, Sae đã hợp tác với nhóm nhạc cosplay nam ArsMagna trong single Kibun Joujou với nghệ danh Sae Tokimiya. Cuối năm 2016, cô tham gia bộ phim truyền hình "Ossan's Love" với vai Asuka Minato của đài TV Arashi.
Năm 2017, Sae tiếp tục đóng vai nữ chính Carol trong vở kịch "Ouke no Monshou" và chính thức xuất hiện trong vở kịch "Peter Pan" với vai diễn Tiger Lily và vở kịch "TOKYO TRIBE" với vai diễn Sumni. Ngoài ra, cô cũng đóng vai nữ chính trong vở kịch Asahi no Naka de Hohoende với vai Sara Kitaoka(Emi) và tham gia một số chương trình truyền hình khác nhau.
Năm 2018, Sae tham gia vở kịch ZEROTOPIA với vai Sandy. Sau khi kết thúc hợp đồng với công ty quản lý của mình là Flave vào ngày 31/7/2018, cô đã tạm dừng mọi hoạt động giải trí, đóng cửa FC và khoá tài khoản Twitter. Vào ngày 21/6/2019, Sae đã thông báo trên tài khoản instagram chính thức rằng mình sẽ kí hợp đồng với Horipro kể từ tháng 7/2019 và tiếp tục hoạt động. Vở kịch đầu tiên của cô sau khi khí hợp đồng với Horipro là Peter Pan.
Đầu năm 2020, cô đã tham gia vở kịch West Side Story vol 2 với vai diễn Anita. Vào tháng 6, Sae đã tham gia một bộ phim tuyên truyền về dịch bệnh Covid-19 với tư cách là một y tá. Cô cũng tham gia chương trình Mirror E-stage vào tháng 8 và tháng 12 với Kasai Tomomi, tham gia chương trình cuối năm Horipro NS với các nghệ sĩ trong công ty. Ngoài ra, cô cũng xuất hiện trong buổi biểu diễn từ thiện Act Aganist Anything 2020.
Vào năm 2021, Sae được công bố tham gia vở kịch "You're a good man, Charlie Brown" với vai diễn Lucy Van Pelt diễn ra từ ngày 30/3 đến 23/4. Cô cũng tham gia vào một vở kịch nói Aru asa satsujin han ni natte ita được chuyển thể từ tiểu thuyết cùng tên và chương trình LOVE SONG COVERS vào tháng 1. Tháng 7-8, cô tham gia vở kịch kỉ niệm 40 năm của 'Peter Pan' với vai diễn Tiger Lily.
Tháng 1 năm 2022, Sae được công bố tham gia vở kịch 'King Arthur" với vai diễn Guinevere, vở kịch sẽ bắt đầu diễn tại Tokyo vào tháng 1 năm 2023 và sau đó sẽ công diễn tại Hyogo, Aichi, Gunma và một số tỉnh khác.

## Triva
- Sở thích: Lặn biển (có sở hữu giấy phép), thời trang, viết lách (đôi khi cô ấy đề cập đến việc vệ sinh tai của mình)
- Kĩ năng đặc biệt: có thể ăn thịt với xương một cách đẹp đẽ và hát một bài hát
- Màu sắc yêu thích: Cầu vồng (tất cả các màu)
- Món ăn yêu thích: Mì, đồ ăn như bánh gạo
- Bạn tốt với: Akimoto Sayaka (SaeYaka / Twin Tower), Oshima Yuko(SaeYuu), Kashiwagi Yuki(SaeYuki), Suzuki Mariya (SaeYannu), Kitagawa Ryoha (SaeRyoha)
- Cựu thành viên Culture Club
- Màu Lightstick: Vàng, Xanh dương
- Sae là con gái duy nhất trong gia đình và có 2 anh trai
  - Anh cả của Sae là Miyazawa Ryoji đã từng thử giọng cho EXILE
  - Ban đầu, cha mẹ của Sae dự định đặt tên cô là Miyazawa Reimi, nhưng sau khi được nói rằng cái tên này sẽ trở nên giống con trai thì cha mẹ cô đã đổi tên thành Miyazawa Sae
- Mẹ Sae là một cựu ca sĩ(?) và bố Sae từng tham gia các chương trình dành cho trẻ em trên TV
- Trong thời gian đi học, Sae đã học đàn piano, tap dance và tham gia câu lạc bộ bóng rổ
- Chơi bowling rất giỏi
- Cô được biết đến với tính cách năng động, cởi mở và thân thiện nên có biệt danh là "Genking"(Genki + King)
- Cùng với Kitahara Rie và Yokoyama Yui, Sae đã thành lập Unit Sanmon không chính thức
- Thường được miêu tả là một người nam tính, thể hiện qua hình ảnh "ikemen idol"
- Được cho là người tạo ra năng lượng tốt trên sân khấu, đặc biệt là dẫn dắt và tư vấn cho các thành viên trẻ tuổi.
  - Nito Moeno từng tiết lộ rằng có một Fan club Miyazawa Sae trong Kenkyuusei(thực tập sinh) của AKB48
  - Trong SNH48, Sae được biết đến là trợ lý huấn luyện biểu diễn. Có một chương trình truyền hình đã mô tả Sae mắng mỏ cả nhóm vì hành vi thiếu chuyên nghiệp khi trình diễn.
  - Matsui Jurina đã ca ngợi khả năng lãnh đạo của cô ấy trong suốt thời gian kiêm nhiệm tại SKE48.
  - Trong SKE48, cô ấy có một sự thiên vị cực độ dành cho Kitagawa Ryoha, người là fan của cô từ khi còn nhỏ và đã gia nhập SKE48 vì cô ấy
- Sae có xu hướng viết sai chính tả các từ tiếng Anh (ví dụ: "RISET" thay vì "RESET", "DiVE" thay vì "DiVA", "famiry", "Mery Christmas", v.v) và thừa nhận mình đọc Kanji không tốt
- Cô chỉ đứng vị trí center trong ba bài hát: Kiseki wa ma ni Awanai, Ai no Iro và Tabi no Tochuu(bài hát tốt nghiệp)
  - Sau khi chuyển đến SNH48, vị trí tệ nhất của Kiseki wa ma ni Awanai trong Request Hour là # 7 (2014). Bài hát này đã giành vị trí thứ 2 trong Request Hour 2013 và giành chiến thắng vào năm 2016. Đây là unit song có thứ hạng cao nhất trong lịch sử của AKB48 Request Hour
- Trong AKBINGO!, Sae chủ yếu được biết đến với việc:
  - Là cô gái kém cỏi với thời trang, được mệnh danh là "thời trang xấu xí" trong cả 4 fashion show mà mình tham gia
  - Là thiên tài trong khả năng viết thư, Sae đã hai lần giành chiến thắng trong cuộc thi Beautiful Mail Queen (và đứng thứ 2 trong hai cuộc thi còn lại)
  - Sự thống trị của Sae trong các cuộc thi Danso(crossdressing nam)
- Sae là một trong 11 thành viên chưa từng rời khỏi vị trí Senbatsu trong tất cả các kì Tổng tuyển cử mà mình tham gia
- Sae là thành viên thứ hai thông báo tốt nghiệp khi đang giữ chức vụ kiêm nhiệm, nhưng cô ấy là thành viên đầu tiên tốt nghiệp group / Team kennin của mình sau khi tốt nghiệp group / Team đầu tiên của mình.

## Danh sách vở kịch / phim / chương trình đã tham gia

### Kịch
| Năm              | Tiêu đề                                                                            | Tiêu đề tiếng Nhật                                      | Vai diễn                         |
| ---------------- | ---------------------------------------------------------------------------------- | ------------------------------------------------------- | -------------------------------- |
| 2009             | AKB48 Kagekidan "∞・Infinity"                                                      | (AKB歌劇団「∞・Infinity」公式サイト                     | Murasame Luca/Ruka               |
| 2013             | Earth Gorgeous Produce Performance Vol.13 "Wings of Kuzariana"                     | 地球ゴージャスプロデュース公演 Vol.13「クザリアーナの翼 | Koruri                           |
| 2015             | AKB49 - Ren'ai kinshi jōrei (Lệnh cấm yêu)                                         | AKB49～恋愛禁止条例                                     | Urayama Minoru và Urakawa Minori |
| 2016, 2017       | Crest of the Royal Family                                                          | 王家の紋章                                              | Carol                            |
| 2017, 2019, 2021 | Peter Pan                                                                          | ピーター・パン                                          | Tiger Lily                       |
| 2017             | TOKYO TRIBE                                                                        |                                                         | Sunmi                            |
| 2017             | Yumin x Teigeki vol.3 "Smile in the morning sun                                    | ユーミン×帝劇 vol.3 朝陽の中で微笑んで                  | Sara Kitaoka (Emi)               |
| 2018             | Earth Gorgeous Produce Performance Vol.15 "ZERO TOPIA"                             |                                                         | Sandy                            |
| 2020             | West Side Story Vol 2                                                              |                                                         | Anita                            |
| 2021             | Aru asa satsujin-han ni natte ita - Vào một buổi sáng, tôi trở thành kẻ giết người | ある朝殺人犯になっていた                                |                                  |
| 2021             | You're a good man, Charlie Brown                                                   | きみはいい人、チャーリー・ブラウン                      | Lucy Van Pelt                    |
| 2023             | King Arthur                                                                        | キングアーサー                                          | Guinevere                        |

### Movie
- The Suicide Song (2007) trong vai C-chan
- 3 Day Boys (2009)
- High School Debut (2011) trong vai Mami Takahashi
- Ultraman Saga (2012) trong vai Sawa (Saki Kazuko Takayama)
- AKB Short Shorts Project 1st "9 Windows" Recollection Train (2016), Diễn viên chính: Harumi Ebisu

### Dramas
| Năm       | Tiêu đề                                                               | Vai diễn                          |
| --------- | --------------------------------------------------------------------- | --------------------------------- |
| 2008      | Tadashii Ouji no Tsukuri Kata (正しい王子のつくり方)                  | Kido Koharu小春)                  |
| 2008      | Koizora (恋空)                                                        | Manami (マナミ)                   |
| 2008      | Tetsudō Musume (episode 5 & 6) (鉄道むすめ 第5・6話)                  | Otsuki Mina (大月みーな)          |
| 2008–2009 | Ai no Gekijō Love Letter (愛の劇場 ラブレター)                        | Nonomura Chie                     |
| 2010      | Majisuka Gakuen (マジすか学園)                                        | Gakuran (学ラン)                  |
| 2010      | Arienai (episode 5) (あり得ない)                                      | Takano Aya(高野アヤ)              |
| 2011      | Sakura kara no tegami (桜からの手紙 〜AKB48 それぞれの卒業物語〜)     | Miyazawa Sae (宮澤佐江)           |
| 2011      | Majisuka Gakuen 2 (マジすか学園2)                                     | Yoran(Gakuran) (洋ラン（学ラン）) |
| 2012      | Counter no Futari season 2(episode 11) (カウンターのふたり シーズン2) | Young mother                      |
| 2013      | Detarame Hero (episode 6) (でたらめヒーロー)                          | Hoshino Moe                       |
| 2014      | Dr. Nurse Aid (Dr.ナースエイド)                                       | Nurse                             |
| 2016      | Ossan's Love (おっさんずラブ)                                         | Asuka Minato                      |

### Variety Shows
- AKB48+10
- AKB 1ji 59fun!
- AKB 0ji 59fun!
- AKBINGO!
- Shukan AKB
- AKB to XX!
- HaKaTa Hyakkaten
- AKB Kousagi Dojo
- Ariyoshi AKB Kyowakoku
- AKB48 no Anta, Dare?
- AKB48 Nemousu Terebi (Season 3/4/5/6)
- Shanghai High School 48 (SNH48のシャンハイスクール48)
- SKE48's Ebi-Sho!
- SKE48 Ebi Calcio!

## Thứ hạng Tổng tuyển cử AKB Group

### AKB48 Senbatsu Sousenkyo
- Senbatsu Sousenkyo đầu tiên - #14 (Senbatsu)
- Senbatsu Sousenkyo lần thứ 2 - #9 (Media Senbatsu)
- Senbatsu Sousenkyo lần thứ 3 - #11 (Media Senbatsu)
- Senbatsu Sousenkyo lần thứ 4 - #11 (Senbatsu)
- Senbatsu Sousenkyo lần thứ 5 - #10 (Senbatsu)
- Senbatsu Sousenkyo lần thứ 6 - #12 (Senbatsu)
- Senbatsu Sousenkyo lần thứ 7 - #8 (Senbatsu)

### SNH48 Senbatsu Sousenkyo
- Senbatsu Sousenkyo đầu tiên - Không xếp hạng
- Senbatsu Sousenkyo lần 2 - Không tham gia

## Đại hội kéo búa bao AKB48
- 1st Janken Taikai - Round 2 (thua Sato Natsuki)
- 2nd Janken Taikai - Round 2 (thua Matsui Jurina)
- 3rd Janken Taikai - Round 1 (Thua Hikawa Ayame)

## Team History
Team K → SNH48 → SNH48 và Team K → SNH48 → Team SII → Team SII và Team S → Tốt nghiệp
- Gia nhập AKB48 với tư cách là thành viên Gen 2(original Team K) vào tháng 2 năm 2006(Debut: 1/4/2006)
- Trở thành thành viên của Team Kaigai vào ngày 24 tháng 8 năm 2012 (Tokyo Dome Team Shuffle), gia nhập SNH48 (Debut: 11 tháng 10 năm 2013)
- Có vị trí kennin trong Team K của AKB48 từ ngày 28 tháng 4 năm 2013 (AKB48 Group Rinji Soukai) đến ngày 8 tháng 6 năm 2013 (Senbatsu Sousenkyo thứ 5) khi cô ấy huỷ bỏ vị trí kennin của mình.
- Được thăng cấp thành Team SII vào ngày 11 tháng 11 năm 2013
- Có vị trí kennin với Team S của SKE48 từ ngày 24 tháng 2 năm 2014 (AKB48 Group Daisokaku Matsuri) đến ngày 1 tháng 4 năm 2016 (Buổi biểu diễn cuối cùng tại nhà hát: ngày 31 tháng 3 năm 2016)
- Tốt nghiệp từ SNH48 Team SII vào ngày 16 tháng 3 năm 2016
- Thông báo tốt nghiệp: ngày 16 tháng 12 năm 2015 | Concert tốt nghiệp: ngày 4 tháng 3 năm 2016 tại Nippon Gaishi Hall | Stage tốt nghiệp: ngày 16/3 và 31/3 tại nhà hát của SNH48 và SKE48

## Các bài hát đã tham gia

### AKB48's Single

#### A-Sides
| - Aitakatta - Seifuku ga Jama wo Suru - Keibetsu Shiteita Aijou - BINGO! - Boku no Taiyou - Yuuhi wo Miteiru ka? - Romance, Irane - Sakura no Hanabiratachi 2008 - Baby! Baby! Baby! - Oogoe Diamond - 10nen Zakura | - Namida Surprise! - Iiwake Maybe - RIVER - Sakura no Shiori - Ponytail to Shushu - Heavy Rotation (Media Senbatsu) - Beginner - Sakura no Ki ni Narou - Everyday, Kachuusha - Flying Get (Media Senbatsu) - Kaze wa Fuiteiru | - GIVE ME FIVE! - Manatsu no Sounds Good! - Gingham Check - Sayonara Crawl - Koi Suru Fortune Cookie - Kokoro no Placard - Kibouteki Refrain - Bokutachi wa Tatakawanai - Halloween Night - Kuchibiru ni Be My Baby - Kimi wa Melody |

#### B-Sides
| - Dakedo... (Aitakatta) - Virgin love (Seifuku ga Jama wo Suru) - Namida Uri no Shoujo (Keibetsu Shiteita Aijou) - Only Today (BINGO!) - Mirai no Kajitsu (Boku no Taiyou) - Viva! Hurricane (Yuuhi wo Miteiru ka?) - Ai no Moufu (Romance, Irane) - Saigo no Seifuku (Sakura no Hanabiratachi 2008) - Yume wo Shinaseru Wake ni Ikanai (Baby! Baby! Baby!) - 109 (Marukyuu) (Oogoe Diamond) - Oogoe Diamond (Team K Ver.) (Oogoe Diamond) - Sakurairo no Sora no Shita de (10nen Zakura) - Enkyori Poster (Sakura no Shiori) - Majisuka Rock'n'Roll (Sakura no Shiori) - Majijo Teppen Blues (Ponytail to Shushu) - Yasai Sisters (Heavy Rotation) - Lucky Seven (Heavy Rotation) - Yoyaku Shita Christmas (Chance no Junban) | - ALIVE (Chance no Junban) - Area K (Sakura no Ki ni Narou) - Korekara Wonderland (Everyday, Kachuusha) - Yankee Soul (Everyday, Kachuusha) - Seishun to Kizukanai Mama (Flying Get) - Yasai Uranai (Flying Get) - Noel no Yoru (Ue Kara Mariko) - Zero-Sum Taiyou (Ue Kara Mariko) - Hitsujikai no Tabi (GIVE ME FIVE!) - Kimi no Tame ni Boku wa... (Manatsu no Sounds Good!) - Watashitachi no Reason (Eien Pressure) - Namida no Sei Janai (Koi Suru Fortune Cookie) - Saigo no Door (Koi Suru Fortune Cookie) - Kyou Made no Melody (Labrador Retriever) - Sekai ga Naiteru Nara (Green Flash) - Summer side (Bokutachi wa Tatakawanai) - Senaka Kotoba (Kuchibiru ni Be My Baby) |

### SKE48's Singles

#### A-Sides
- Bukiyou Taiyou
- 12gatsu no Kangaroo
- Coquettish Juutai Chuu
- Maenomeri

#### B-Sides
- Houkago Race (Bukiyou Taiyou)
- Kesenai Honoo (12gatsu no Kangaroo)
- I love AICHI (12gatsu no Kangaroo)
- DIRTY (Coquettish Juutai Chuu)
- Boku wa Shitteiru (Coquettish Juutai Chuu)
- Sutekina Zaiakukan (Maenomeri)
- Tabi no Tochuu (Chicken LINE) (Center)

### AKB48 Albums
- Seventeen (SET LIST ~Greatest Songs~ Kanzen ban)
- Anata ga Ite Kureta kara (SET LIST ~Greatest Songs~ Kanzen ban)
- Baby! Baby! Baby! 2010 (Kamikyokutachi)
- Kimi to Niji to Taiyou to (Kamikyokutachi)
- Shoujotachi yo (Koko ni Ita Koto)
- Iikagen no Susume (Koko ni Ita Koto)
- Boku ni Dekiru Koto (Koko ni Ita Koto)
- Koko ni Ita Koto (Koko ni Ita Koto)
- Iede no Yoru (1830m)
- Aozora yo Sabishikunai ka? (1830m)
- After Rain (Tsugi no Ashiato)
- Tsuyosa to Yowasa no Aida de (Tsugi no Ashiato)
- Ai no Sonzai (Koko ga Rhodes da, Koko de Tobe!)
- Ikitsuzukeru (Koko ga Rhodes da, Koko de Tobe!)

### Stage

#### K1 (PARTY ga Hajimaru yo)
PARTY ga Hajimaru yo (PARTYが始まるよ)
Dear my teacher
Doku Ringo wo Tabesasete (毒リンゴを食べさせて)　
Skirt, Hirari (スカート、ひらり)
Hoshi no Ondo (星の温度)
Sakura no Hanabiratachi (桜の花びらたち)
Aozora no Soba ni Ite (青空のそばにいて)

#### K2 (Seishun Girls)
- Seishun Girls (青春ガールズ)
- Beach Sandal (ビーチサンダル)
- Kimi ga Hoshi ni Naru Made (君が星になるまで)
- Blue rose
- Fushidara na Natsu (ふしだらな夏)
- Don't disturb!
- Virgin love
- Hizukehenkousen (日付変更線)
- Boku no Uchiage Hanabi (僕の打ち上げ花火)
- Yakusoku yo (約束よ)
- Korogaru Ishi ni Nare (転がる石になれ)
- Cinderella wa Damasarenai (シンデレラは騙されない)

#### K3 (Nounai Paradise)
- Tomo yo (友よ)
- Nounai Paradise (脳内パラダイス)
- Ki ni Naru Tenkousei (気になる転校生)
- Kimi wa Pegasus (君はペガサス)
- Christmas ga Ippai (クリスマスがいっぱい)
- Theater Pirates (シアター・パイレーツ)
- Kataomoi no Sotsugyoushiki (片思いの卒業式)
- Hana to Chire! (花と散れ!)
- Sougen no Kiseki (草原の奇跡)

#### Himawarigumi 1 (Boku no Taiyou)
- Dreamin' girls
- RUN RUN RUN
- Mirai no Kajitsu (未来の果実)
- Viva! Hurricane (ビバ！ハリケーン)
- Itoshisa no defense (愛しさのdefense)
- Takeuchi Senpai (竹内先輩)
- Sonna Konna Wake de (そんなこんなわけで)
- Déja vu (デジャビュ)

#### Himawarigumi 2 (Yume wo Shinaseru Wake ni Ikanai)
- Yume wo Shinaseru Wake ni Ikanai (夢を死なせるわけにいかない)
- Let's get "Ato 1 cm" (Let's get "あと１センチ")
- Ai to Pride (愛とプライド)
- Hajimete no Jelly Beans (初めてのジェリービーンズ)
- Mori e Ikou (森へ行こう)
- Seishun no Inatzuma (青春の稲妻)
- Ikirutte Subarashii (生きるって素晴らしい)
- Ai no Moufu (愛の毛布)
- Rock da yo, Jinsei wa...(ロックだよ、人生は...)
- 50％
- Heart ga Kaze wo Hiita Yoru (ハートが風邪をひいた夜)

#### K4 (Saishuu Bell ga Naru)
- Mammoth (マンモス)
- Saishuu Bell ga Naru (最終ベルが鳴る)
- Boyfriend no Tsukurikata (ボーイフレンドの作り方)
- Erai Hito ni Naritakunai (偉い人になりたくない)
- Gomen ne Jewel (ごめんね ジュエル) (Miyazawa Sae, Masuda Yuka, Oshima Yuko, Kuramochi Asuka)
- Stand up
- Coolgirl
- Kaiyuugyo no Capacity (回遊魚のキャパシティ)
- Ai ni Ikou (会いに行こう)
- Shamu Neko (シャムネコ)
- Melos no Michi (メロスの道)
- Sasae (支え)

#### K5 (Saka Agari)
- Tenohira (掌)
- Saka Agari (逆上がり)
- Hitei no Requiem (否定のレクイエム)
- Sono Ase wa Uso wo Tsukanai (その汗は嘘をつかない)
- Ai no Iro (愛の色) (center)
- Furishite Maneshite (フリしてマネして)
- Umi wo Watare! (海を渡れ!)
- Machikado no Party (街角のパーティー)
- Fan Letter (ファンレター)
- Fugiri (不義理)
- Hanpa na Ikemen (ハンパなイケメン)
- To be continued.

#### K6 (RESET)
- RESET
- Sentaku Monotachi (洗濯物たち)
- Kanojo ni Naremasu ka? (彼女になれますか?)
- UHHO UHHOHO (ウッホウッホホ)
- Kiseki wa Ma ni Awanai (奇跡は間に合わない)  (center)
- Dokugumo (毒蜘蛛)
- Okera (オケラ)
- White Day ni wa... (ホワイトデーには···)
- Jigsaw Puzzle 48 (ジグソーパズル48)
- Hoshizora no Mistake (星空のミステイク)
- Yume no Kane (夢の鐘)
- Hikkoshimashita (引っ越しました)

#### Team Surprise 1st Stage (Juuryoku Sympathy)
- Namida ni Shizumu Taiyou
- Suteki na Sankaku Kankei
- Megami wa Doko de Hohoemu?

#### SNH48 Kenkyuusei 1st Stage (Give Me Power!)
- Gomen ne Jewel

#### S3 (Seifuku no Me)
- Mangekyou (Revival)

### SNH48 Albums
- So long! (Mae Shika Mukanee)
- Sakura no Shiori (Mae Shika Mukanee)
- Theater no Megami (Mae Shika Mukanee)

### Other Singles
- Tenohira ga Kataru Koto (Tenohira ga Kataru Koto)
- Enjoy your life! (Mine)
- Kibun Joujou(ArsMagna feat Sae Tokimiya)

## Units

### Chocolove from AKB48

#### Singles
- Ashita wa Ashita no Kimi ga Umareru
- Mail no Namida

#### Albums
- Dessert

### DiVA

#### Singles
- Tsuki no Uragawa
- Cry
- Lost the way
- DISCOVERY

#### Albums
- DIVA

### Team Z
- Koi no Owara

## Solo Songs
- Chocolate (Sae Solo) (Dessert)
- Kare no Kitchen (Sae Solo) (Dessert)
- Waves (Sae Solo) (Dessert)

## Photobooks
- [2009.08.22] Kanojo (彼女)
- [2015.02.16] Namida no Yukue (涙の行方)

## Solo DVDs
- [2009.10.23] Kanojo (彼女)